# Slavko Labovic
Slavko Labovic (* 1963 in Kolašin, Jugoslawien) ist ein dänisch-serbischer Schauspieler.

## Leben
Slavko Labovic wurde als Kind montenegrinischer Eltern geboren. Im Alter von vier Jahren verließ er mit seiner Mutter und seinen Geschwistern das ehemalige Jugoslawien, um dem in Dänemark lebenden Vater zu folgen. Die Familie kam in die dänische Kleinstadt Ballerup, wo Slavko Labovic mit seinen drei Kindern auch heute noch in der Nähe seiner Familie lebt.
Bekannt wurde Slavko Labovic durch seine Rolle als glatzköpfiger serbischer Gangster im ersten Teil der Pusher - Trilogie, wo er auch sein Debüt im Film hatte, als auch im Film In China essen sie Hunde. 
Des Weiteren ist er Vorsitzender des Vereines der Serben in Dänemark.
Slavko Labovic gilt als Unterstützer von Radovan Karadžić. Darüber wurde unter anderem in der dänischen Boulevardzeitung Ekstra Bladet berichtet und seine Unterstützung für Radovan Karadžić demonstrierte Slavko Labovic auch in einem Interview mit der Belgrader Tageszeitung Glas Javnosti. 

## Filmografie (Auswahl)
- 1996: Pusher
- 1999: In China essen sie Hunde (I Kina spiser de hunde)
- 2001: Absolute Hundred (Apsolutnih sto)
- 2001: Jolly Roger
- 2002: Old Men in New Cars – In China essen sie Hunde 2 (Gamle mænd i nye biler)
- 2004: The Good Cop (Den Gode strømer)
- 2004: Restless Souls – Haus der ruhelosen Seelen (Bag det stille ydre)
- 2005: Pusher 3
- 2010: Tour de Force
- 2020: Undergods